# Karpusi (Kirove), Poltava
Karpusi (în ucraineană Карпусі) este un sat în comuna Kirove din raionul Poltava, regiunea Poltava, Ucraina.

## Demografie
Componența lingvistică a localității Karpusi
     Ucraineană (95,89%)
     Rusă (4,11%)
Conform recensământului din 2001, majoritatea populației localității Karpusi era vorbitoare de ucraineană (95,89%), existând în minoritate și vorbitori de rusă (4,11%).